# Cymindis evanescens
Cymindis evanescens är en skalbaggsart som beskrevs av Thomas Casey. Cymindis evanescens ingår i släktet Cymindis och familjen jordlöpare. Inga underarter finns listade i Catalogue of Life.